# 이혼: 이탈리언 스타일
《이혼: 이탈리언 스타일》(이탈리아어: Divorzio all'italiana, 영어: Divorce Italian Style) 혹은 이혼: 이탈리안 스타일, 이태리식 이혼 광상곡은 이탈리아에서 제작된 피에트로 제르미 감독의 1961년 블랙 코미디 영화이다. 마르첼로 마스트로이안니 등이 출연하였고, 프랑코 크리스탈디 등이 제작에 참여하였다.
이 영화는 제35회 아카데미상에서 각본상을 받았다.

## 출연진
- 마르첼로 마스트로이안니
- 다니엘라 로카
- 스테파니아 산드렐리
- 레오폴도 트리에스테
- 오도아르도 스파다로
- 안젤라 카르딜레
- 란도 부찬카

## 기타 제작진
- 미술: 카를로 에지디